# Blizzard de 1972 en Iran
Le blizzard de février 1972 en Iran est une série de tempêtes de neige qui ont causé la mort d'environ 4 000 personnes dans ce pays et rayé de la carte 200 villages. Il s'agit du plus grand nombre de morts pour un tel phénomène jusqu'à une tempête de 2008 qui a fait 926 morts en Afghanistan.

## Évolution météorologique
Une série de tempêtes de neige à la fin janvier avaient déjà donné des accumulations sur l'ouest de l'Iran. Passant de l'Azerbaïdjan vers l'Iran entre le 3 et le 8 février, ce blizzard a laissé 7,9 mètres de neige, l'équivalent d'un édifice de deux étages et demi. Les vents et la neige ont causé le bris d'arbres et de lignes de courant. La neige a enseveli les rails, les routes et de nombreux villages, ainsi qu'écrasé des véhicules sous son poids.
Au plus fort de la tempête, les autorités ont estimé qu'une région englobant tout l'ouest de l'Iran fut sous la neige durant une semaine. Le ravitaillement en nourriture et en médicaments fut interrompu et la température descendit jusqu'à −25 °C, rendant la survie des sinistrés très précaire. Pour compliquer les choses, une épidémie de grippe frappait les régions rurales depuis le début de l'hiver, faisant déjà plusieurs morts.
Le 9 février, durant une accalmie de 24 heures, les secouristes venus en hélicoptères ont pu atteindre une partie de la région. Là où se trouvaient des villages, ils trouvèrent d'immenses congères qu'il fallut déterrer pour ne trouver souvent que des corps gelés. Dans le village de Sheklab, ils retrouvèrent ainsi dix-huit corps avant qu'un autre blizzard se manifeste le 11 février, forçant les secouristes à évacuer. 
Les hélicoptères de l'armée ont déposé deux tonnes de vivres, sous forme de pains et de dattes, éparpillées sur les congères autour des villages dans l'espoir que les habitants pourraient se ravitailler s'ils pouvaient creuser un tunnel depuis leur tombe blanche. Peu nombreux furent ceux qui purent en bénéficier, dans le village de Sheklab personne n'a survécu sur une population de 100 personnes.